# Марсяты
Марся́ты — посёлок в Свердловской области России, административно подчинённый городу Серову. Входит в Серовский муниципальный округ.
Ранее посёлок являлся административным центром Марсятского сельсовета Серовского района.
В 1944 году населённый пункт получил статус посёлка городского типа. 3 августа 1998 года посёлок был отнесён к категории сельских населённых пунктов.

## Географическое положение
Посёлок Марсяты расположен в 50 километрах (по дорогам в 68 километрах) к северу от города Серова, на правом берегу реки Сосьвы (правого притока Тавды). Через Марсяты проходит ветка Серов — Полуночное Свердловской железной дороги. В посёлке расположена железнодорожная станция Марсяты.

## Население
| 1959 | 1970  | 1979  | 1989 | 2002 | 2010 |
| ---- | ----- | ----- | ---- | ---- | ---- |
| 2628 | ↘1658 | ↘1231 | ↘989 | ↘657 | ↘497 |